# Adone Zoli
Adone Zoli (Cesena, 16 dicembre 1887 – Roma, 20 febbraio 1960) è stato un politico, partigiano e avvocato italiano.
È stato il 6º presidente del Consiglio dei ministri della Repubblica Italiana dal 20 maggio 1957 al 2 luglio 1958.

## Biografia

### Giovinezza e studi
Nato a Cesena, da un'agiata famiglia originaria di Predappio e dai saldi princìpi religiosi, si laureò in Giurisprudenza a Bologna nel 1907.
Nel 1911 sposò Lucia Zoli, figlia dello zio che lo aveva ospitato a Bologna, dalla quale ebbe sei figli: Maria Giovanna, Angiolo Maria, Gian Carlo, Maria Grazia, Annalena e Maria Teresa.
Esercitò la professione di avvocato prima a Genova, poi a Bologna e infine a Firenze: nel capoluogo toscano entrò in contatto con Tommaso Brunelli, avvocato cattolico che poi nel 1921 fu eletto deputato tra le file del Partito Popolare Italiano. Ciò influenzò notevolmente l'ideologia politica di Zoli.
Adone Zoli partì volontario durante la prima guerra mondiale nonostante l'esenzione dal servizio militare: partecipò alla battaglia di Caporetto ed ottenne, al termine del conflitto, due croci al merito di guerra e una al valor militare. Nel dopoguerra, stabilitosi definitivamente a Firenze, partecipò a vari congressi del PPI fondato da don Sturzo: in quello di Napoli del 1920 entrò nel consiglio nazionale del partito e in quello di Venezia dell'ottobre del 1921 fece parte della direzione, carica che mantenne fino allo scioglimento del partito nel 1926. Egli fu antifascista. Lui stesso amava scherzosamente definirsi "antifascista ante-marcia" per la sua precoce avversione al fascismo, già da prima della marcia su Roma.

### Resistenza partigiana
Nel 1943 aderì alla Resistenza partigiana costituendo a Firenze il comitato antifascista e più tardi entrando a far parte del Comitato di Liberazione Nazionale (CLN). Nel novembre 1943 fu arrestato insieme a due suoi figli e condannato a morte per rappresaglia da parte dei nazisti, ma l'intervento liberatore dei partigiani scongiurò tale rischio. Nel febbraio del 1944 subì un nuovo tentativo di cattura, stavolta fallito, ma furono arrestati la moglie e tre figli.
Negli anni successivi, da senatore della Repubblica, Zoli intervenne più volte sul tema della Resistenza prendendo posizione tanto contro l'interpretazione dei comunisti, che tendevano a «monopolizzarla» attribuendo a sé stessi il merito di aver fondato la Repubblica democratica, quanto contro i tentativi di delegittimazione dei governi emanazione del CLN da parte della destra missina e monarchica. Il 23 febbraio 1954, in replica a un intervento del comunista Pietro Secchia, Zoli affermò:
Può darsi che in Italia questo non fosse, ma quando abbiamo visto che cosa è accaduto dove al movimento di Resistenza hanno preso parte solo le forze comuniste, non possiamo pensare che in Italia, se foste stati soli, non avreste creato... (Vivaci interruzioni dalla sinistra)... non avreste creato una Repubblica che non sappiamo se sarebbe ancora cominformista o anticominformista, ma che sarebbe qualcosa di diverso dalla Repubblica democratica che abbiamo oggi. Vorrei che di questo prendessero atto i signori del Movimento sociale italiano, i quali sui loro giornali riprendono del tutto lo stile del ventennio; [...]. Si stanno rifacendo le stesse critiche sul ciellenismo, pretendendo di offendere i governi emanazione del C.L.N.; ma, onorevoli colleghi del M.S.I., pensate che se non ci fosse stato il C.L.N. voi non avreste avuto forse altra possibilità che di passare dalla repubblica sociale fascista ad una repubblica popolare!»

### Attività politica nel dopoguerra
Personalità di spicco all'interno della Democrazia Cristiana, dopo la liberazione fu vicesindaco di Firenze nella giunta presieduta da Gaetano Pieraccini, nel 1948 divenne senatore, e dal marzo 1950 al luglio 1951 fu vicepresidente dell'assemblea. Fervente degasperiano, entrò a far parte del settimo governo De Gasperi nel luglio del 1951 in qualità di Ministro di Grazia e Giustizia: in questa veste si adoperò - tra l'altro - per migliorare le condizioni di detenzione dei carcerati, ancora soggetti a leggi e regolamenti d'impronta fascista, in ossequio al principio della funzione rieducativa della pena sancito dalla nuova Costituzione repubblicana.
Con una serie di circolari emanate nel 1951, Zoli prese provvedimenti che includevano l'abolizione della rasatura del capo per i detenuti condannati a pene brevi e gli imputati in attesa di giudizio, e l'esenzione dall'obbligo di portare la divisa carceraria per i condannati a pene inferiori a un anno di reclusione. Stabilì inoltre che i condannati venissero chiamati dal personale delle case di pena per nome, e non più per numero di matricola, incrementò i corsi d'istruzione, le rappresentazioni cinematografiche e teatrali, e concesse di tenere in cella l'occorrente per scrivere e le fotografie dei familiari. Concesse infine anche alle donne detenute il permesso di fumare.
Fu nominato Ministro delle Finanze nel primo governo Fanfani e ministro del bilancio, nel governo guidato da Antonio Segni (6 luglio 1955 - 15 maggio 1957) in seguito alla morte di Ezio Vanoni.

### Presidente del Consiglio dei ministri
Data l'instabilità politica dei governi di quel tempo, l'allora Presidente della Repubblica Giovanni Gronchi gli affidò l'incarico di presiedere un governo monocolore democristiano che si sarebbe dovuto dimettere dopo le elezioni politiche del 1958, prescindendo dalle indicazioni dei partiti e dei gruppi parlamentari (cosiddetto governo del presidente).
Zoli assecondò la volontà del capo dello Stato e il 15 maggio 1957 ottenne l'incarico; il 19 maggio formò il suo governo e all'inizio di giugno ottenne la fiducia di Senato e (il 7 giugno) della Camera col voto favorevole del Movimento Sociale Italiano e dei monarchici di Alfredo Covelli. Zoli allora si limitò a dichiarare che "i voti missini non sono validi ai fini della maggioranza", il che equivaleva a dire che la maggioranza era di appena un deputato, dato che il governo aveva ottenuto 305 voti a favore e i deputati missini erano 24. Il giorno dopo però ci si accorse che il conteggio era sbagliato e che dunque l'appoggio dell'MSI, seppur per un deputato, era stato effettivamente determinante. Allora Zoli, considerando l'appoggio (determinante) del MSI come non rappresentativo del programma di governo, si dimise il 10 giugno successivo. Zoli venne però invitato dal presidente Gronchi a ritirare le dimissioni. Cosa che lui fece definendo il governo "di minoranza precostituita". Zoli fu il primo senatore ad assumere la carica della Presidenza del Consiglio nella storia della Repubblica. Resterà in carica fino al termine della legislatura (1958), dopo di che non ebbe altri incarichi governativi. Dal 1958 al 1960, anno della morte, fu presidente del Consiglio Nazionale Forense.
Durante il periodo della sua presidenza, approvò la richiesta del Movimento Sociale Italiano di far tumulare a Predappio la salma di Benito Mussolini anche grazie all'interessamento di Pietro Nenni, amico in gioventù di Mussolini, e di suo cugino Pietro Baccanelli; la traslazione del corpo del Duce avvenne il 30 agosto 1957.

### Morte
Morì a Roma il 20 febbraio 1960 all'età di 72 anni; è sepolto nella tomba di famiglia nel cimitero di San Cassiano a Predappio, a pochi metri dalla cripta della famiglia Mussolini.
Alla memoria di Adone Zoli è dedicata l'attività del Centro studi di politica economica e sociale Adone Zoli, riconosciuto dal 1963 con decreto del Presidente della Repubblica.